# Admiralstabsarzt
Der Admiralstabsarzt ist einer der Dienstgrade der Bundeswehr für Marineuniformträger. Gesetzliche Grundlage ist die Anordnung des Bundespräsidenten über die Dienstgradbezeichnungen und die Uniform der Soldaten und das Soldatengesetz.

## Dienstgradabzeichen
Das Dienstgradabzeichen für Admiralstabsärzte entspricht im Wesentlichen dem für Konteradmirale. Zur Unterscheidung der Admiralstabsärzte dienen Laufbahnabzeichen in Form eines Äskulapstabes. Die Schlange windet sich im Laufbahnabzeichen für Ärzte in doppelter Windung, bei Zahnärzten in einfacher Windung um den Stab.

## Sonstiges
Die Dienstgradbezeichnung ranggleicher Luftwaffen- und Heeresuniformträger lautet Generalstabsarzt. Hinsichtlich Befehlsgewalt, Ernennung, Sold, den nach- und übergeordneten Dienstgraden, auch hinsichtlich der Dienststellungen sind Admiralstabsärzte und Generalstabsärzte gleichgestellt. Beide Dienstgrade wurden mit der sechsten Anordnung des Bundespräsidenten über die Dienstgradbezeichnungen und die Uniform der Soldaten vom 5. Mai 1966 neu geschaffen.
| \| Offizierdienstgrad \| \| \| \| Niedrigerer Dienstgrad[9] \| \| Höherer Dienstgrad[9] \| \| Brigadegeneral Flottillenadmiral Generalarzt Generalapotheker Admiralarzt \| Generalmajor Konteradmiral Generalstabsarzt n.v. Admiralstabsarzt \| Generalleutnant Vizeadmiral Generaloberstabsarzt n.v. Admiraloberstabsarzt \| \| Dienstgradgruppe: Mannschaften – Unteroffiziere o.P. – Unteroffiziere m.P. – Leutnante – Hauptleute – Stabsoffiziere – Generale Siehe auch: Dienstgrade und Dienstgradabzeichen der Bundeswehr \| \| \| | Dienstgradabzeichen für Zahnärzte Schulter- und Ärmelabzeichen    |                                                                            |
| Offizierdienstgrad |                                                                   |                                                                            |
| Niedrigerer Dienstgrad |                                                                   | Höherer Dienstgrad                                                         |
| Brigadegeneral Flottillenadmiral Generalarzt Generalapotheker Admiralarzt | Generalmajor Konteradmiral Generalstabsarzt n.v. Admiralstabsarzt | Generalleutnant Vizeadmiral Generaloberstabsarzt n.v. Admiraloberstabsarzt |
| Dienstgradgruppe: Mannschaften – Unteroffiziere o.P. – Unteroffiziere m.P. – Leutnante – Hauptleute – Stabsoffiziere – Generale |                                                                   |                                                                            |